# Caladenia catenata
Caladenia catenata é uma espécie de orquídea, família Orchidaceae, da  Austrália, Java, Sulawesi, Pequenas Ilhas de Sonda, Ilhas Antípodas, Ilhas Chatham, Nova Caledônia e Nova Zelândia, onde cresce isolada, em grupos pequenos, ocasionalmente em touceiras, em charnecas, florestas de eucaliptos, e bosques. Apresentam calos com ápices grandes e globulares, os basais maiores e de cores diferentes dos distais. São plantas com uma única folha basal pubescente muito estreita e uma inflorescência rija, fina e pubescente, com até cinco flores pubescentes, com labelo trilobulado. Normalmente suas sépalas laterais e pétalas ficam todas dispostas para um mesmo lado como os dedos da mão.

## Publicação e sinônimos
- Caladenia catenata (Sm.) Druce, Rep. Bot. Soc. Exch. Club Brit. Isles 1916: 611 (1917).

Sinônimos homotípicos:
- Arethusa catenata Sm., Exot. Bot. 2: 89 (1806).
- Petalochilus catenatus (Sm.) D.L.Jones & M.A.Clem., Orchadian 13: 406 (2001).

Sinônimos heterotípicos:
- Caladenia alba R.Br., Prodr. Fl. Nov. Holl.: 323 (1810).
- Caladenia carnea var. alba (R.Br.) Benth., Fl. Austral. 6: 387 (1873).
- Caladenia javanica Benn. ex Ridl. in H.O.Forbes, Nat. Wand. East. Archip.: 518 (1885).
- Petalochilus javanicus (Benn. ex Ridl.) D.L.Jones & M.A.Clem., Orchadian 13: 410 (2001).